# Samuil Verite
Samuil Verite (în idiș װעריטע; în rusă Самуил Верите; n. 10 ianuarie 1901, Basarabia, Imperiul Rus) a fost un  scriitor, publicist, jurnalist și traducător sovietic în limba idiș, evreu născut în Basarabia. 

## Biografie
S-a născut în colonia evreiască Dumbrăveni din ținutul Soroca, gubernia Basarabia (Imperiul Rus), în familia unui cultivator de tutun. A studiat la gimnaziu. În adolescență, s-a mutat la Odesa, unde s-a interesat de teatru, a studiat la un studio de dramă rusesc, apoi s-a alăturat trupei lui Peretz Hirschbein, care juca în idiș. Mai târziu a cântat în diferite trupe de teatru și a jucat și pe scenă lectura operelor lui Șalom Aleihem și I.L. Peretz.
În 1922 s-a alăturat Comsomolului, a participat la mișcarea ateistă, apărând în presa evreiască cu publicații antireligioase. A absolvit Institutul de Educație Politică din Harkov. A locuit pe parcursul vieții la Odesa, Kiev și Moscova. 
Articolele și rapoartele sale au fost publicate în revista pentru tineret Yungvald („Creșterea”), ziarele din Moscova Der Emes („Adevărul”) și Einikeit („Unitate”); precum și în revistele de ficțiune de la Minsk Stern („Steaua”) și Oktyaber („Octombrie”), precum și în alte periodice ale URSS în idiș. În ediții separate au fost publicate lucrările sale jurnalistice și de propagandă Unter der Boyarischer Hershaft („Sub jugul boieresc”, 1930) referitoare la situația lucrătorilor agricoli din Basarabia, Mir, krigerishe apikorsim („Noi, ateii militanți”, conversații anti-religioase, 1932). A publicat două cărți de povești: Bessaraber erd („Pământ basarabean”, 1941) din viața cultivatorilor de tutun din coloniile agricole din Basarabia și Ven di erd hot gebrent („Când pământul era foc”, 1946) despre Holocaustul în Moldova. Poveștile sale au fost incluse și în antologia Heimland („Patria”, Moscova, 1943). A scris și piese de teatru.
A tradus în idiș mai multe colecții de materiale ale Partidului comunist, inclusiv „A șaptesprezecea conferință” (cu H. Futman și J. Shapiro, Harkov–Kiev, 1932, 208 pagini). Mai multe povești ale lui Verite au fost republicate în 1949 în revista Nai-Lebn (Di brohe fun der Erd – „Binecuvântarea pământului” și Broit – „Pâine”). În timpul celui de-al doilea război mondial, a servit ca soldat în armată, iar în martie 1944 a fost trimis la fabrica de mortare „Armolit 774”.
În 1977 scriitorul locuia în Zaporojie. Soarta ulterioară este necunoscută.